# Suzuki SV 1000
Suzuki SV 1000 je motocykl firmy Suzuki kategorie naked bike, vyráběný v letech 2003–2005. Předchůdcem modelu je Suzuki TL 1000 a menší model Suzuki SV 650.

## Popis
Dvouválec byl původně vyvíjen za účelem startu v šampionátu superbiků. Podvozek je přesný a stabilní i ve vyšších rychlostech, ale díky poměrně krátkému rozvoru není příliš stabilní na nerovnostech. Krátký rozvor, úzká stavba a hravá geometrie umožňuje proplétání se kolonami stojících automobilů, výhodou je pružný a silně točivý motor, který nenutí jezdce přemýšlet, jaký má právě zařazený rychlostní stupeň. Plusem je dobré zpracování a sportovně naladěný podvozek. Nevýhodou naopak chladič ohrožený při pádu motocyklu, tuhý tlumič řízení a menší pohodlnost pro vyšší řidiče (u modelového roku 2003 verze S).

## Varianty

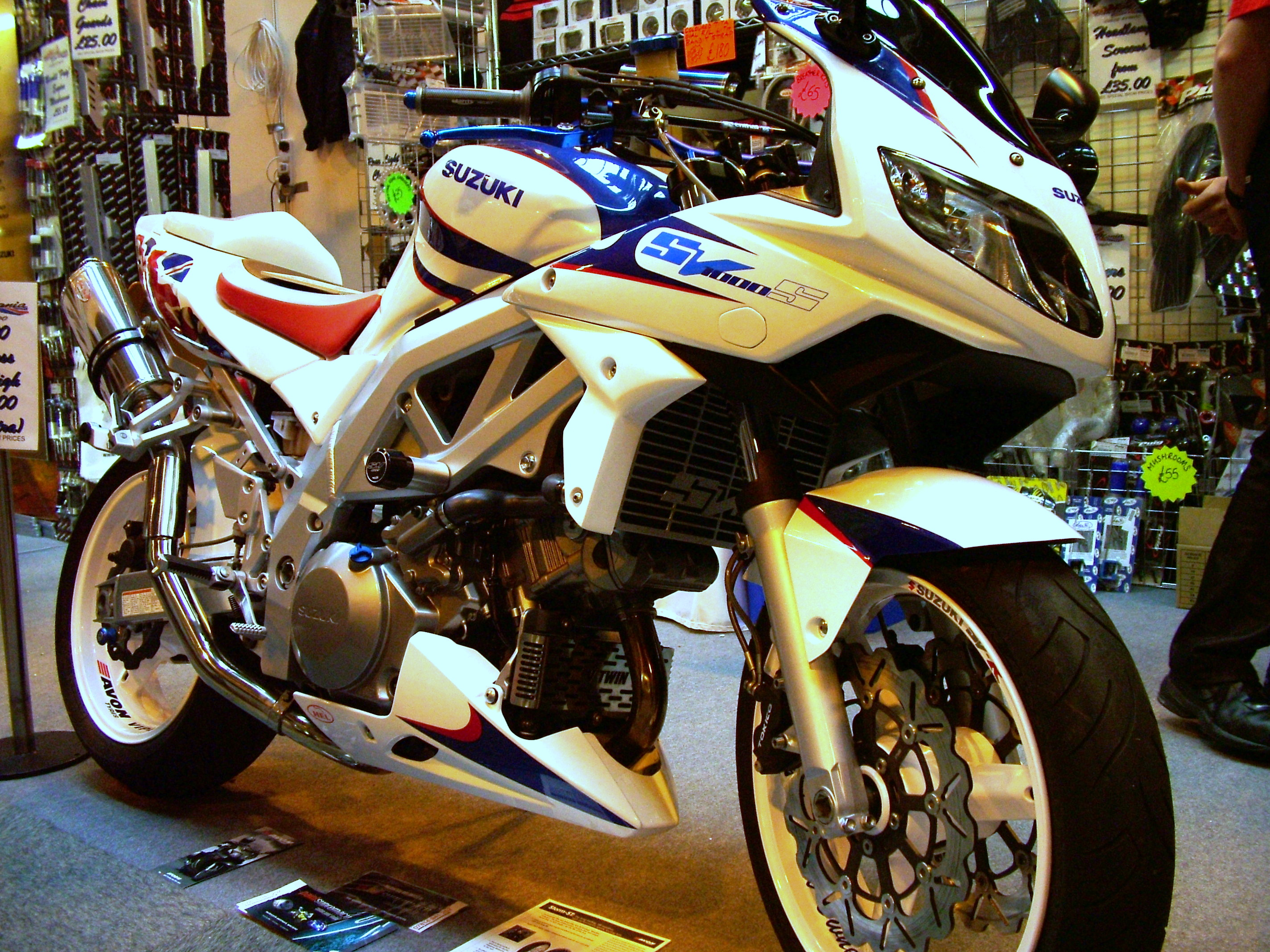
Suzuki SV 1000S

- SV 1000N – klasický naháč
- SV 1000S – polokapotáž

## Technické parametry pro Suzuki SV 1000 modelový rok 2003
- Rám: mostový, z hliníkové slitiny
- Suchá hmotnost: 186 kg
- Pohotovostní hmotnost: 217 kg
- Maximální rychlost: 235 km/h